# 维莱阿格龙-艾吉济
维莱阿格龙-艾吉济（法語：Villers-Agron-Aiguizy，法語發音：[vilɛʁ aɡʁɔ̃ eɡizi]）是法国上法蘭西大區埃纳省的一个市镇，属于蒂耶里堡区。该市镇2009年时的人口为74人。
该市镇于1819年由原市镇维莱阿格龙（Villers-Agron）和艾吉济（Aiguizy）合并而成。

## 人口
维莱阿格龙-艾吉济人口变化图示
| 数据来源：INSEE |